# Samuel Władysław Turłaj
Samuel Władysław Turłaj herbu Jastrzębiec – podsędek trocki w latach 1679–1689, podwojewodzi trocki w latach 1670–1679, podczaszy dorpacki w 1669 roku, sędzia grodzki trocki, sędzia grodzki kowieński w 1665 roku.
Był elektorem Michała Korybuta Wiśniowieckiego z województwa trockiego w 1669 roku. Był posłem powiatu trockiego województwa trockiego na sejm nadzwyczajny 1672 roku. Poseł na sejm koronacyjny 1676 roku z Trok.